# Teutonia (Studentenverbindung)
Teutonia ist der Name von  Schüler- und Studentenverbindungen:

## Studentenverbindungen

### Burschenschaften
- Aachener Burschenschaft Teutonia[1]
- Akademische Burschenschaft Marcho-Teutonia zu Graz[2]
- Berliner Burschenschaft Teutonia (1887–1950) → Berliner Burschenschaft der Märker
- Burschenschaft Teutonia zu Czernowitz
- Burschenschaft Teutonia zu Jena
- Burschenschaft Teutonia zu Kiel
- Burschenschaft Teutonia zu Nürnberg[3]
- Burschenschaft Teutonia Prag zu Würzburg
- Freiburger Burschenschaft Teutonia[4]
- Hannoversche Burschenschaft Teutonia[5]
- Karlsruher Burschenschaft Teutonia
- Wiener akademische Burschenschaft Teutonia
- Burschenschaft Teutonia-Germania zu Marburg[6]
- Deutschvölkische freie Burschenschaft Teutonia an der Handelsschule Lustenau (1928)[7]

### Corps
- Corps Teutonia Freiberg (1867–1939) → Corps Palaeo-Teutonia Aachen
- Corps Teutonia Berlin (WSC)
- Corps Teutonia Dresden[8]
- Corps Teutonia Gießen
- Corps Teutonia Halle (1853–1935) → Corps Saxonia Konstanz
- Corps Teutonia Marburg
- Akademisches Corps Teutonia zu Graz
- Corps Teutonia Stuttgart[9]
- Corps Teutonia-Hercynia zu Göttingen[10]
- Corps Teutonia-Hercynia Braunschweig
- Corps Vandalia-Teutonia Berlin

### Landsmannschaften und Turnerschaften
- Alte Greifswalder Turnerschaft Markomanno-Teutonia[11]
- Landsmannschaft Franconia-Teutonia auf der Schanz zu Regensburg[12]
- Landsmannschaft Teutonia zu Bonn
- Landsmannschaft Teutonia zu Heidelberg-Rostock
- Landsmannschaft Teutonia München
- Landsmannschaft Teutonia Würzburg
- Landsmannschaft Teutonia Zürich (1860–1865) → Corps Friso-Cheruskia Karlsruhe
- Landsmannschaft Teutonia-Mittweida zu Duisburg[13]
- Landsmannschaft Rheno-Teutonia zu Bingen[14]

### Sonstige
- ATV Teutonia zu Erlangen[15]
- Gesellschaft Deutscher Studierender Teutonia zu Zürich
- KDStV Teutonia zu Freiburg im Üechtland[16]
- SV Teutonia zu Bielefeld
- SV Teutonia zu Chemnitz
- Technische Turnerschaft Teutonia zu Bremen[17]
- Textil-technische Verbindung Teutonia zu Reutlingen[18]
- TV Rheno-Teutonia zu Köln
- TV Teutonia zu Dortmund
- Technisch-wissenschaftliche Verbindung Teutonia zu Karlsruhe
- TWV Teutonia zu Rosenheim
- TWV Teutonia zu Saarbrücken

## Schülerverbindungen
- KÖStV Teutonia zu Innsbruck
- Schülerverbindung Hamburgia-Teutonia zu Hamburg-Bergedorf (1986)
- Pennale Burschenverbindung Teutonia-Hamburgia zu Hamburg
- Pennal-Conservative Burschenschaft Teutonia zu Wolfsberg (Kärnten)[19]
- PV Pennälerschaft Teutonia zu Kiel
- PV Teutonia-Alemannia zu Offenburg[20]
- PV Teutonia zu Lustenau zu Dornbirn[21]
- Pennälerverbindung Teutonia 1842 zu Rastatt im PKB[22]